# Elektra (seriefigur)
Elektra är en seriefigur skapad av Frank Miller och figurerar i Marveluniversumet. Hon är en lönnmördare beväpnad med två sai och hon var först med i tidningen Daredevil där hon och Daredevil hade en romans. Mördades av sin konkurrent Bullseye med ett spelkort, men återuppstod efter att Daredevil överfört en del av sin energi till henne. Ett skeende som avslutades av att en ninjaliknande varelse (Sticks förtrogne) återupplivade henne. Elektra spelades av Jennifer Garner i filmen Daredevil och i dess spin-off Elektra.
Hon har även varit med i serietidningarna om Spindelmannen som hon hade blivit lejd för att mörda. I och med att Spindelmannen var tillsammans med Black Cat ( som ger alla i sin närhet otur) kunde hon lätt få honom på fall med några snabba slag och sparkar (vilka fick Spindelmannen att medvetslös åka ut genom fönstret och landa hårt på en nyss ankommen polisbil, flera våningar nedanför), för att sedan ta hand om Black Cat, vars oturskrafter inte verkade infektera Elektra. När hon var klar med Black Cat hade oturligt nog polisen anlänt och hon kunde därmed inte avsluta sitt jobb med Spindelmannen utan lämnade istället platsen.
I serien: DC vs. Marvel så kämpar hon mot Catwoman, Catwoman särjer sin piska runt Elektras arm, men Elektra skär av piskan och får Catwoman att falla ner i en stor hög med sand och slås medvetslös.